# Canberra Women's Classic
Il Canberra Women's Classic, noto anche come Canberra International, è stato un torneo di tennis professionistico femminile che si giocava a Canberra, in Australia. Faceva parte del  WTA tour, ed è stato classificato come un Tier III (2001), un Tier V (2002-2005) e un Tier IV (2006).
Il torneo si disputava sui campi in cemento e Rebound Ace del National Sports Club a Lyneha, sobborgo settentrionale di Canberra, ed era di preparazione agli Australian Open.

## Albo d'oro

### Singolare
| Anno | Vincitrice              | Finalista           | Punteggio        |
| ---- | ----------------------- | ------------------- | ---------------- |
| 2001 | Justine Henin           | Sandrine Testud     | 6–2, 6–2         |
| 2002 | Anna Smashnova          | Tamarine Tanasugarn | 7–5, 7–6(2)      |
| 2003 | Meghann Shaughnessy     | Francesca Schiavone | 6–1, 6–1         |
| 2004 | Paola Suárez            | Silvia Farina Elia  | 3–6, 6–4, 7–6(5) |
| 2005 | Ana Ivanović            | Melinda Czink       | 7–5, 6–1         |
| 2006 | Anabel Medina Garrigues | Yoon Jeong Cho      | 6–4, 0–6, 6–4    |

### Doppio
| Anno | Vincitrici                         | Finaliste                               | Punteggio     |
| ---- | ---------------------------------- | --------------------------------------- | ------------- |
| 2001 | Nicole Arendt Ai Sugiyama          | Nannie de Villiers Annabel Ellwood      | 6–4, 7–6(2)   |
| 2002 | Nannie de Villiers Irina Seljutina | Samantha Reeves Adriana Serra Zanetti   | 6–2, 6–3      |
| 2003 | Tathiana Garbin Émilie Loit        | Dája Bedáňová Dinara Safina             | 6–3, 3–6, 6–4 |
| 2004 | Jelena Kostanić Claudine Schaul    | Caroline Dhenin Lisa McShea             | 6–4, 7–6(3)   |
| 2005 | Tathiana Garbin Tina Križan        | Gabriela Navrátilová Michaela Paštiková | 7–5, 1–6, 6–4 |
| 2006 | Marta Domachowska Roberta Vinci    | Claire Curran Līga Dekmeijere           | 7–6(5), 6–3   |